# Молява Богдан
Богдан Молява (Молявка) - Військовий та політичний діяч Війська Запорозького.

## Біографія
Служив в Київському полку. В реєстрі 1649 року згаданий як козак Київської сотні Самійла Білецького. В 1654 році сотник київський. В жовтні 1656 року висланий Богданом Хмельницьким разом з Павлом Яненком-Хмельницьким для розгляду конфлікту цеху козелецьких шевців і самих шевців. В 1659-1660 роках київський полковий осавул. Наказний київський полковник (травень 1660-1661).  
В червні 1660 року командував трьома тисячами козаків у поході разом із московськими військами Андріяна на повітовий центр Берестейського воєводства - Пинськ. Брав участь у штурмі міста 25 червня. Займався організацією збору податків і чиншу у підконтрольній козацтву східній частині Пинського повіту. 
Визнав владу Юрія Хмельницького. В січні 1661 року брав участь у поході Стефана Чарнецького на Лівобережжя. В уяві проросійських козаків "Ляхам піддався було". Полонений під час облоги Ніжина Василем Золотаренком. Відправлений в Москву. За царським наказом висланий в Тобольськ. Звідти переведений на службу пішим козаком в Наримський остріг. 

## Літературний персонаж
Згаданий у історичних оповіданнях Миколи Костомарова. Літературний герой оповідання "Чорний Гетьман" російського письменника Олександра Трубнікова.